# Tordómar
Tordómar és un municipi de la província de Burgos a la comunitat autònoma de Castella i Lleó. Forma part de la comarca de l'Arlanza.

## Demografia
| 1991 | 1996 | 2001 | 2004 |
| ---- | ---- | ---- | ---- |
| 407  | 425  | 399  | 351  |

## Personatges il·lustres
- Leoncio López García  Arxivat 2008-06-03 a Wayback Machine. (1902-1936) fou un religiós agustí, beatificat, juntament amb uns altres 498 Víctimes de la persecució religiosa durant la Guerra Civil Espanyola, el 28 d'octubre de 2007 a Roma  Arxivat 2008-04-24 a Wayback Machine.